# Farkhar (distrikt)
Farkhar (persiska: فرخار) är ett distrikt i Afghanistan. Det ligger i provinsen Takhar, i den nordöstra delen av landet. Administrativ huvudort är Farkhar.
Distriktet beräknades år 2022 ha cirka 55 000 invånare.